# Volleyboll vid olympiska sommarspelen 1988
De olympiska turneringarna 1988 i volleyboll avgjordes mellan den 17 september och 2 oktober 1988 i Seoul. Sveriges herrar gjorde sitt hittills enda OS och slutade på sjunde plats.

## Medaljtabell
| Pl. | Nation        | Guld | Silver | Brons | Totalt |
| --- | ------------- | ---- | ------ | ----- | ------ |
| 1   | Sovjetunionen | 1    | 1      | 0     | 2      |
| 2   | USA           | 1    | 0      | 0     | 1      |
| 3   | Peru          | 0    | 1      | 0     | 1      |
| 4   | Argentina     | 0    | 0      | 1     | 1      |
| 4   | Kina          | 0    | 0      | 1     | 1      |

## Medaljsammanfattning
| Gren                        | Guld | Silver | Brons |
| Volleyboll, damer detaljer  | Sovjetunionen Valentina Ogienko Jelena Volkova Marina Kumysh Irina Smirnova Tatjana Sidorenko Irina Parkhomchuk Tatjana Krajnova Olga Shkurnova Marina Nikoulina Elena Ovchinnikova Olga Krivoshejeva Svetlana Koritova | Peru Luisa Cervera Alejandra de la Guerra Denisse Fajardo Miriam Gallardo Rosa García Sonia Heredia Katherine Horny Natalia Málaga Gabriela Pérez del Solar Cecilia Tait Gina Torrealva Cenaida Uribe                 | Kina Li Guojun Zhao Hong Hou Yuzhu Wang Yajun Yang Xilan Su Huijuan Jiang Ying Cui Yongmei Yang Xiaojun Zheng Meizhu Wu Dan Li Yueming                                                   |
| Volleyboll, herrar detaljer | USA Troy Tanner David Saunders Jonathan Root Bob Ctvrtlik Robert Partie Steve Timmons Craig Buck Scott Fortune Ricci Luyties Jeffrey Stork Eric Sato Karch Kiraly                                                       | Sovjetunionen Jurij Pantjenko Andrej Kuznetsov Vjatjeslav Zajtsev Igor Runov Vladimir Shkurikhin Jevgenij Krasilnikov Raimundas Vilde Valerij Losev Jurij Sapega Oleksandr Sorokalet Jaroslav Antonov Jurij Cherednik | Argentina Claudio Zulianello Daniel Castellani Esteban Martínez Alejandro Diz Daniel Colla Carlos Weber Hugo Conte Waldo Kantor Raúl Quiroga Jon Uriarte Esteban de Palma Juan Cuminetti |